# Herbido
Herbido was de eerste Nederlandse voetbalclub voor vrouwen, opgericht in 1955.

## Oprichting
De club werd opgericht op initiatief van de 17-jarige Utrechtse Willy van Bruggen. Zij kreeg op straat wel voetballes van haar broer. De naam Herbido is afgeleid van de clubs Hercules, Bilthoven en DOS. De familie Van Bruggen was betrokken bij Hercules en DOS, Bilthoven was de plek waar Willy van Bruggen op straat voor de deur haar voetballessen kreeg.  Van Bruggen werkte in die tijd op het bureau van de KNVB. 
De voetbal enthousiaste Willy van Bruggen besloot eind 1954 een oproep te plaatsen in het Utrechts Nieuwsblad voor potentiële leden voor een nieuw op te richten damesvoetbalclub. Van Bruggen, trouwe supporter van haar broer Frits, zag graag meer mogelijkheden voor vrouwen om ook in verenigingsverband te kunnen voetballen. Een van de vrouwen die reageerden op de oproep was Gien van Maanen (ze werd ook penningmeester) die naast het keepen bij het handbal ook een uitdaging zocht bij het voetbal. Voorgesteld werd om voorlopig het tenue van de Herculesmannen te voeren.
Op 12 januari 1955 vond in Utrecht, in cafe Het Kalfje, de oprichtingsvergadering plaats. De club begon met een ledenaantal van zestig vrouwen en in het bestuur namen plaats: Van Bruggen (voorzitster), Van Maanen, Th. Brinkman, B. Tombrink en Trudi Buitenweg. In haar openingswoord gaf Van Bruggen aan dat dat het bevorderen van het voetbalspel voor dames het belangrijkste streven van de club zou zijn. Het initiatief kon destijds op weinig steun rekenen van de KNVB, die al snel met een verbod kwam.
Op vrijwillige basis bood oud-international Wout Buitenweg aan om de trainingen voor de dames, waaronder zijn eigen dochter Trudi (van huis uit zwemster en waterpoloster), te verzorgen.

## Wedstrijden
Het nieuws over de oprichting van Herbido kreeg in de landelijke en regionale kranten veel aandacht. Het duurde niet lang voordat elders ook nieuwe initiatieven ontstonden zoals bijvoorbeeld in Leiden, Nijmegen en Den Haag.
Herbido zou als club, hoewel succesvol, slechts enkele jaren bestaan. Van Maanen zou teruggaan naar het handbal en daar een succesvolle carrière als keepster voortzetten. Oprichtster Van Bruggen heeft voor zover bekend geen verdere carrière binnen de sportwereld gemaakt. In november 1958 viel het doek voor Herbido.

## Ontvangst
Het initiatief tot oprichting van een damesvoetbalclub werd met wisselend enthousiasme ontvangen. Sportjournalist Jan Cottaar was ronduit negatief. In Beatrijs, een katholiek weekblad voor de vrouw, schreef hij een uitgebreid artikel waarin hij uiteenzet waarom volgens hem voetbal niet geschikt is als sport voor dames.
Daarentegen werd, in het tijdschrift Het kind, het initiatief van Van Bruggen met een positief commentaar aangemoedigd.